# Lorenzo Amatucci
Lorenzo Amatucci (Arezzo, 5 febbraio 2004) è un calciatore italiano, centrocampista del Las Palmas, in prestito dalla Fiorentina.

## Caratteristiche tecniche
Centrocampista dotato di ottima tecnica, agisce prevalentemente come regista.

## Carriera

### Club

#### Gli inizi, Fiorentina
Nato ad Arezzo e cresciuto a Subbiano, inizia la propria carriera agonistica tra le file giovanili della Fiorentina, con cui vinse il campionato e la Coppa Italia nella stagione 2021-2022. Il 22 agosto 2022 sigla il suo primo contratto professionistico con la società viola. All'inizio della stagione successiva inizia a svolgere le sue prime sessioni d'allenamento con la prima squadra, in quel momento sotto la guida di Vincenzo Italiano. Il 3 settembre 2023 Amatucci ha fatto il suo debutto ufficiale da professionista, rilevando Arthur Melo al 75' minuto del match perso in casa per 4-0 contro l'Inter.

#### Prestiti a Ternana, Salernitana e Las Palmas
Il 1º febbraio 2024 viene ceduto in prestito semestrale alla Ternana. Debutta con il club rossoverde due giorni dopo, nella sconfitta casalinga contro il Como. Impiegato come titolare dal tecnico Roberto Breda, termina la stagione con un totale di 18 presenze, e con il proprio club retrocesso in Serie C.
Il 30 luglio 2024 è partito nuovamente in prestito, questa volta alla Salernitana, sempre in Serie B. Esordisce in maglia granata Il successivo 12 agosto, nel match di Coppa Italia vinto contro lo Spezia. Pochi giorni dopo, debutta anche in campionato, nella partita casalinga contro il Cittadella, in cui serve a Flavius Daniliuc l'assist del momentaneo 1-1. Il 15 dicembre ha segnato il suo primo gol in carriera, in occasione della partita persa 2-1 in casa contro la Juve Stabia. Chiude la propria esperienza in granata collezionando 40 presenze e 3 marcature, non riuscendo tuttavia ad evitare la retrocessione dei campani in Serie C. Si tratta della seconda retrocessione personale per il giocatore nell'arco di un anno e mezzo.
Il 20 luglio 2025, Amatucci rinnova il proprio contratto con la Fiorentina fino al 2028; contestualmente, viene ceduto in prestito con diritto di riscatto e controriscatto al Las Palmas, neoretrocesso in Segunda División.

### Nazionale
Ha giocato con le nazionali giovanili italiane Under-18, Under-19 e Under-20. Nel 2023 ha vinto con l'Italia Under-19 l'Europeo di categoria disputatosi a Malta.

## Statistiche

### Presenze e reti nei club
Statistiche aggiornate al 22 giugno 2025.
| Stagione        | Squadra         | Campionato      | Campionato | Campionato | Coppe nazionali | Coppe nazionali | Coppe nazionali | Coppe continentali | Coppe continentali | Coppe continentali | Altre coppe | Altre coppe | Altre coppe | Totale | Totale | Totale |
| Stagione        | Squadra         | Comp            | Pres       | Reti       | Comp            | Pres            | Reti            | Comp               | Pres               | Reti               | Comp        | Pres        | Reti        | Pres   | Reti   |        |
| --------------- | --------------- | --------------- | ---------- | ---------- | --------------- | --------------- | --------------- | ------------------ | ------------------ | ------------------ | ----------- | ----------- | ----------- | ------ | ------ | ------ |
| 2022-2023       | Fiorentina      | A               | 0          | 0          | CI              | 0               | 0               | UECL               | -                  | -                  | -           | -           | -           | 0      | 0      |        |
| 2023-gen. 2024  | Fiorentina      | A               | 2          | 0          | CI              | 0               | 0               | UECL               | 0                  | 0                  | SI          | 0           | 0           | 2      | 0      |        |
| feb.-giu. 2024  | Ternana         | B               | 16+2       | 0          | CI              | -               | -               | -                  | -                  | -                  | -           | -           | -           | 18     | 0      |        |
| 2024-2025       | Salernitana     | B               | 36+2       | 3+0        | CI              | 2               | 0               | -                  | -                  | -                  | -           | -           | -           | 40     | 3      |        |
| Totale carriera | Totale carriera | Totale carriera | 54+4       | 3          |                 | 2               | 0               |                    | 0                  | 0                  |             | 0           | 0           | 60     | 3      |        |

## Palmarès

### Club

#### Competizioni giovanili
- Coppa Italia Primavera: 1

Fiorentina: 2021-2022
- Supercoppa Primavera: 2

Fiorentina: 2021, 2022

### Nazionale
- Campionato d'Europa Under-19: 1

Malta 2023